# Paul Daubitz
Paul Daubitz (* 8. Januar 1881 in Rynarschewo, Kreis Schubin; † 10. April 1951 in Joachimsthal) war ein deutscher Komponist, Musiklehrer und Organist.
Daubitz war der Sohn eines Lehrers und absolvierte eine Volksschullehrerausbildung in Meseritz und Bromberg. Danach war er Lehrer und Organist in Berga (Kyffhäuser). Er studierte 1906/07 am Konservatorium in  Sondershausen und dem Institut für Kirchenmusik in Berlin und legte die Gesanglehrerprüfung für Preußen ab. Ab 1908 war er Musiklehrer in Schwedt/Oder und 1925 Lehrer an der Hohenzollernschule (Reform-Realgymnasium). 1934 war Paul Daubitz Chormeister des Kreises Angermünde. 1931 wurde er Studienrat und ging 1942 aus Gesundheitsgründen in den Ruhestand. Er war seit 10. Mai 1933 Mitglied im NSLB und Leiter der Nebenstelle Schwedt. Am 11. Juni 1940 beantragte er die Aufnahme in die NSDAP und wurde zum 1. Juli desselben Jahres aufgenommen (Mitgliedsnummer 8.149.147). Nach dem Krieg lebte er in Joachimsthal, wo er begraben ist.
Von ihm stammen Kompositionen für Chormusik (zum Beispiel das Weihnachtslied Lasst uns lauschen, heilige Engel für vierstimmigen Chor) und Klavier und er war auch als Liedkomponist bekannt. An Kammermusikabenden in Schwedt spielte er Cello. Er unterrichtete privat, war Chorleiter und Organist in der Stadtkirche und gab Fortbildungskurse für Organisten.
Er ist der Vater des Pianisten Edgar Daubitz, der nach dem Zweiten Weltkrieg in Ribnitz wirkte und 1956 unrühmliche Aufmerksamkeit fand, als er in Halle eine gefälschte Klaviersonate von Dmitri Dmitrijewitsch Schostakowitsch aufführte. Nach seinen Worten war dies die im Einverständnis mit Schostakowitsch erfolgte deutsche Uraufführung, was Schostakowitsch aber unmittelbar darauf dementierte. Bei gleicher Gelegenheit brachte er gefälschte, vorgeblich von Sergei Wassiljewitsch Rachmaninow stammende Stücke zur Aufführung.